# 訥斯圖雷盧鄉
43°40′N 25°28′E / 43.667°N 25.467°E
訥斯圖雷盧鄉（羅馬尼亞語：Comuna Năsturelu, Teleorman），是羅馬尼亞的鄉份，位於該國南部，由特列奧爾曼縣負責管轄，面積45平方公里，海拔高度30米，2007年人口2,785，人口密度每平方公里63人。